# مسابقات ورزش‌های آبی اروپا ۲۰۱۰
مسابقات ورزش‌های آبی اروپا ۲۰۱۰ از ۴ تا ۱۵ آگوست ۲۰۱۰ در شهر بوداپست، مجارستان برگزار شده است.

## جدول مدال‌ها
میزبان 
| رتبه  | کشور           | طلا | نقره | برنز | مجموع |
| ۱     | روسیه          | ۱۳  | ۷    | ۸    | ۲۸    |
| ۲     | آلمان          | ۸   | ۹    | ۳    | ۲۰    |
| ۳     | فرانسه         | ۸   | ۸    | ۷    | ۲۳    |
| ۴     | بریتانیای کبیر | ۶   | ۶    | ۷    | ۱۹    |
| ۵     | ایتالیا        | ۶   | ۵    | ۶    | ۱۷    |
| ۶     | مجارستان       | ۶   | ۴    | ۴    | ۱۴    |
| ۷     | سوئد           | ۳   | ۴    | ۴    | ۱۱    |
| ۸     | اوکراین        | ۳   | ۲    | ۴    | ۹     |
| ۹     | دانمارک        | ۲   | ۲    | ۲    | ۶     |
| ۱۰    | اسپانیا        | ۱   | ۴    | ۴    | ۹     |
| ۱۱    | هلند           | ۱   | ۲    | ۴    | ۷     |
| ۱۲    | نروژ           | ۱   | ۲    | ۰    | ۳     |
| ۱۳    | یونان          | ۱   | ۱    | ۳    | ۵     |
| ۱۴    | بلاروس         | ۱   | ۱    | ۲    | ۴     |
| ۱۵    | لهستان         | ۱   | ۰    | ۱    | ۲     |
| ۱۶    | اتریش          | ۰   | ۲    | ۰    | ۲     |
| ۱۷    | جزایر فارو     | ۰   | ۱    | ۰    | ۱     |
| ۱۷    | جمهوری ایرلند  | ۰   | ۱    | ۰    | ۱     |
| ۱۷    | رومانی         | ۰   | ۱    | ۰    | ۱     |
| ۲۰    | اسرائیل        | ۰   | ۰    | ۲    | ۲     |
| مجموع | مجموع          | ۶۱  | ۶۲   | ۶۱   | ۱۸۴   |